# 利蒙枫丹
利蒙方丹（法語：Limont-Fontaine，法語發音：[limɔ̃ fɔ̃tɛn]）是法国上法兰西大区北部省的一个市镇，位于该省东部，属于埃尔普河畔阿韦讷区。

## 地理
利蒙方丹（50°12'29"N, 3°55'20"E）面积6.78 平方千米，位于法国上法蘭西大區北部省，该省份为法国最北部的省份及最长的省份，西北濒北海，西接加来海峡省，南至埃纳省和索姆省，东与比利时接壤。
与利蒙方丹接壤的市镇（或旧市镇、城区）包括：欧蒙、圣欧班、北圣雷米、巴尚、博福尔、埃克莱布、埃屈埃兰。
利蒙方丹的时区为UTC+01:00、UTC+02:00（夏令时）。

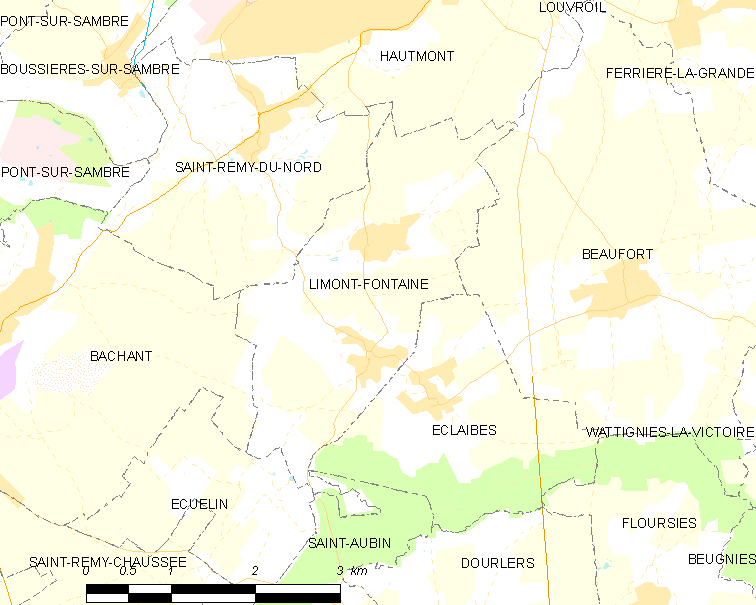
利蒙方丹的OSM定位图

## 行政
利蒙方丹的邮政编码为59330，INSEE市镇编码为59351。

## 政治
利蒙方丹所属的省级选区为埃尔普河畔阿韦讷县。

## 人口

1962-2008年间利蒙方丹人口变化图示

利蒙方丹于2022年1月1日时的人口数量为532人。